# كأس ملك إسبانيا 1959–60
كأس ملك إسبانيا 1959–60 (بالإسبانية: Copa del Generalísimo de fútbol 1959-60)‏ هو الموسم 56 من كأس ملك إسبانيا. أشرف على تنظيمه الاتحاد الملكي الإسباني لكرة القدم، وكان عدد الأندية المشاركة فيه 48، وفاز فيه أتلتيكو مدريد.